# مخمصه (فیلم ۱۹۹۵)
مخمصه (به انگلیسی: Heat) یک فیلم سرقت، درام و جنایی آمریکایی به نویسندگی و کارگردانی مایکل مان با بازی آل پاچینو، رابرت دنیرو، تام سایزمور، جان ویت، و وال کیلمر محصول سال ۱۹۹۵ است. این فیلم درگیری بین یک کارآگاه پلیس لس آنجلس با بازی پاچینو و یک دزد حرفه‌ای با بازی دنیرو را دنبال می‌کند و در عین حال تأثیر آن را بر روابط حرفه‌ای و زندگی شخصی آنها نیز به تصویر می‌کشد.
مایکل مان فیلمنامه اصلی را در سال ۱۹۸۹ نوشت، و آنرا بر اساس تعقیب افسر پلیس شیکاگو، چاک آدامسون، نیل مک‌کاولی جنایتکار، که شخصیت دنیرو به نام او نامگذاری شده است، را نوشت. این فیلمنامه ابتدا برای یک خلبان تلویزیونی ساخته شده توسط مان استفاده شد که پس از دریافت نکردن سفارش سریال توسط خلبان به فیلم تلویزیونی در سال ۱۹۸۹ تبدیل شد. در سال ۱۹۹۴، مان دوباره فیلمنامه را بررسی کرد تا آنرا به یک فیلم سینمایی تبدیل کند و با همکاری آرت لینسون این پروژه را تولید کرد. این فیلم نشان دهنده اولین حضور دنیرو و پاچینو روی پرده با هم پس از دوره‌ای از بازی‌های تحسین شده هر دو است.
فیلم مخمصه در ۱۵ دسامبر ۱۹۹۵ اکران سینمایی شد. این فیلم با بودجه ۶۰ میلیون دلاری ۱۸۷ میلیون دلار فروخت و نقدهای مثبتی برای کارگردانی مان و بازی‌های پاچینو و دنیرو دریافت کرد. این فیلم به‌عنوان یکی از تأثیرگذارترین فیلم‌های ژانر خود شناخته می‌شود و الهام‌بخش چندین اثر دیگر نیز بوده است. یک دنباله اعلام شد که در ۲۰ ژوئیه ۲۰۲۲ در حال توسعه می‌باشد.

## داستان فیلم
«نیل مک‌کالی» (دنیرو) دزدی حرفه‌ای است که به همراه دستیار قماربازش «کریس شیهرلیس» (کیلمر) و «مایکل کریتو» (سایزمور) و دو دستیار دیگرش دست به دزدی خطرناکی در یک ماشین حمل پول می‌زنند و با ۱٫۶ میلیون دلار فرار می‌کنند، اما یکی از نگهبانان در این جریان به دست «وینگرو» (گیج) به قتل می‌رسد. آن‌ها سریعاً آن محل را ترک می‌کنند.
نیل که از قتل نگهبان‌ها عصبانی است تصمیم می‌گیرد وینگرو را بکشد اما وینگرو می‌گریزد. بعد از سرقت صاحب‌کار نیل به او می‌گوید که این پول برای شخصی به نام رابرت بن زنت است و اگر پول را به او بدهند جایزه‌ای خواهند گرفت.
«وینسنت هانا» (پاچینو) یکی از برترین کاراگاهان وارد ماجرا می‌شود، وی با هوش و نبوغی که دارد سرنخ‌هایی را به دست می‌آورد.
رابرت بن زنت حاضر به معامله می‌شود اما فرستادگان وی قصد کشتن نیل را داشتند که نیل به کمک دوستانش فرستادگان را می‌کشد.
یکی از دوستان نیل نقشه دزدی یک بانک را برای او می‌ریزد، هانا هم به این قضیه پی می‌برد، آن دو یکدیگر را در یک رستوران ملاقات می‌کنند و با یکدیگر صحبت می‌کنند.
نیل نقشه دزدی از یک بانک را که طراحی کرده اجرا می‌کند، این نقشه به مرگ و زندگی او بستگی دارد. پیش از سرقت تریگو همدستش به او می‌گوید که پلیس‌ها تعقیبش می‌کنند و نمی‌تواند در سرقت به او کمکی کند. نیل هم به‌طور اتفاقی یکی از هم سلولی‌هایش را در رستوران می‌بیند و از او می‌خواهد به او کمک کند. هانا هم به نقشه او پی می‌برد و می‌خواهد جلوی او را بگیرد. اما نیل به همراه کریس که زخمی شده بود به همراه پول‌ها فرار می‌کند و مایکل و دیگر همدستش که راننده اتومبیل بود در این قضیه جان خود را از دست می‌دهند.
نیل که تنها زندگی می‌کرد به‌طور تصادفی با «ایدی» (برنمن)، یک کارمند خجالتی یک کتابخانه، آشنا می‌شود و از او خوشش می‌آید. ضمناً هانا هم در مرحله طلاق گرفتن از «جاستین» (ونورا) سومین همسرش می‌باشد.
پس از شکست هانا، کریس به دنبال زنش «چارلین» (جود) که در محاصره پلیس بوده می‌آید اما با علامت زنش از آنجا فرار می‌کند و با مدارک جعلی تغییر قیافه از دست پلیسها در می‌رود.
نیل هم به همراه ایدی به فرودگاه می‌رود تا فرار کند اما در نیمه راه به فکر انتقام گرفتن از وینگرو می‌افتد و به هتلی که در آن بوده می‌رود، هانا هم که تازه متوجه وجود چنین فردی شده به آنجا می‌رود. نیل وینگرو را می‌کشد اما هانا به دنبال او می‌رود، نیل هم با پای پیاده به فرودگاه می‌رود و در ثانیه آخر که هواپیمای او آمده بود در حین کشتن هانا خود او به قتل می‌رسد.

## نقش‌ها
- آل پاچینو - وینسنت هانا
- رابرت دنیرو - نیل مک‌کالی
- وال کیلمر - کریس شیهرلیس
- جون ویت - نیت
- تام سایزمور - مایکل کریتو
- دنی ترخو - ترخو
- دایان ونورا - جاستین هانا
- ایمی برنمن - ایدی
- اشلی جاد - چارلین شیهرلیس
- میکلتی ویلیامسون - سرجینت دراکر
- وس استودی - کاراگاه کاسالز
- تد لوین - بوسکو
- دنیس هیزبرت - دونالد بریدان
- ویلیام فیچنر - راجر وان زانت
- ناتالی پورتمن - لورن گاستافین
- تام نونان - کلسو
- کوین گیج - وینگرو
- فارا فورک - کلودیا

## ساخت
فیلمبرداری برای این فیلم ۱۰۷ روز در تابستان ۱۹۹۵ به طول انجامید. به دلیل تصمیم مان مبنی بر عدم استفاده از صحنه صدا، تمام فیلمبرداری در لوکیشن و اطراف لس آنجلس انجام شد. از جمله مکان‌های کلیدی فیلم‌برداری، مرکز سیتی‌گروپ، جایی که سرقت از بانک و تیراندازی پلیس اتفاق می‌افتد، و رستوران کیت مانتیلینی، که محل ملاقات با قهوه بین پاچینو و شخصیت‌های دنیرو است، بود.

## بازخوردها
- در راتن تومیتوز بر اساس ۱۵۰ بررسی با میانگین امتیاز ۷٫۸ از ۱۰ دارای رتبه تأیید ۸۳٪ است.[۱۴]
- در متاکریتیک، این فیلم بر اساس رای ۲۲ منتقد، میانگین وزنی ۷۶ از ۱۰۰ را دارد که نشان‌دهنده نقدهای «به‌طور کلی مطلوب» است.[۱۵]
- تماشاگران شرکت‌کننده در نظرسنجی سینماسکور به فیلم نمره متوسط «A−» در مقیاس A+ تا F دادند.[۱۶]

### گیشه
این فیلم در ۱۵ دسامبر ۱۹۹۵ اکران شد و با ۸٫۴ میلیون دلار از ۱۳۲۵ سالن سینما در گیشه افتتاح شد و پس از جومانجی و داستان اسباب بازی در جایگاه سوم قرار گرفت. این فیلم در مجموع ۶۷٫۴ میلیون دلار در ایالات متحده و ۱۲۰ میلیون دلار در باکس آفیس خارجی به دست آورد. مخمصه در رتبه ۲۵ پرفروش‌ترین فیلم سال ۱۹۹۵ قرار گرفت.
نسخه وی اچ اس این فیلم در ۱۲ نوامبر ۱۹۹۶ منتشر شد.